# Wilhelm Bernhard Molique
Wilhelm Bernhard Molique (Nuremberg, 7 octobre 1802 – Bad Cannstatt, 10 mai 1869) est un violoniste et compositeur allemand. En 1849, il s'installe à Londres et poursuit sa carrière de compositeur, de soliste et y enseigne la composition.
Parmi ses œuvres, de style plus classique que romantique, on retiendra le Concerto pour violon no 5 (1841) ou le Concerto pour violoncelle (1853) qui jouissaient d'une grande popularité, mais n'existent toujours pas au disque. De nos jours sont redécouverts ses quatuors et ses œuvres pour instruments à vent, flûte ou hautbois notamment, qui restent au répertoire pour leur virtuosité.

## Biographie

### Enfance à Nuremberg
Bernhard Molique est né le 7 octobre 1802 et a été baptisé à l'église Sankt Lorenz à Nuremberg sous le nom de Molik. Son père, Christian (1762–1837), était musicien municipal et venait d'Alsace du nord, sa famille provenant de Lorraine. Il jouait du violon et du hautbois. Le petit Bernhard a appris « presque tous les instruments disponibles » ainsi que le rapporte son biographe, Fritz Schröder, avant d’opter pour le violon. Dès l'âge de six ou huit ans – selon les sources –, il se produit en « enfant prodige ».

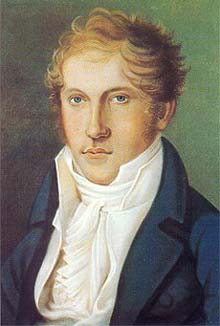
Autoportrait de Louis Spohr en 1815, l'année même où il donne « quelques leçons » au jeune Molique.

En 1815, âgé de 14 ans, Bernhard Molique reçoit quelques leçons de Louis Spohr alors qu'il est de passage à Nuremberg :

« À Nuremberg, Molique, âgé de 14 ans environ, se présenta à moi et me pria de lui donner des cours pendant mon séjour, ce que je fis d’autant plus volontiers que le gamin se débrouillait déjà fort bien pour son âge. Comme depuis ce temps, Molique se forma toujours plus à mon jeu par l’étude zélée de mes compositions pour le violon et se nomma dès lors élève de Spohr, j’ai mentionné cette circonstance ultérieurement. »

— Louis Spohr, Autobiographie (1861).
Il est donc impossible de dire qu'il en fut un « élève ». Cependant, Molique se réclame sa vie durant de l'influence Spohr, notamment en composition. Josef Sittard (1846–1903) soutient même que les œuvres de Molique sont « absolument supérieures » à celles de Spohr :

« En ce qui concerne la puissance et l'originalité de l'invention, du travail thématique et la noblesse de la facture, ces œuvres méritent d’être qualifiées de classiques au plein sens du terme et sont absolument supérieures aux compositions de Spohr. »

— Josef Sittard (1885).
Et son biographe, Fritz Schröder affirme en 1923 que, en comparaison, Molique possède son propre style et que « son art contient quelque chose de viril, d’homogène, de grave et parfois même de rude qui fait défaut à Spohr. »
L'année suivante, le père accompagne son fils à Munich – sans doute sur recommandation de Spohr – et étudie deux ans à l’université, sous la direction de Pietro Rovelli, élève lui-même à Paris de Kreutzer. Il étudie aussi la composition avec Joseph Graetz (1760–1826), un élève de Michael Haydn et auteur de quelques opéras célèbres à l'époque.
En 1818, le jeune Molique est engagé comme violoniste au Theater an der Wien. On rapporte une visite à Beethoven, écourtée par un piano désaccordé sur lequel tapait le « grand sourd ». Molique aurait pris la fuite sans même saluer. En mars, il se produit au concert avec Franz Schubert et quatre autres fois en soliste durant son séjour. On ignore si le musicien pu entretenir d'autres relations avec le compositeur viennois. En revanche, il noua des liens avec le violoniste Karl Holz et le pianiste Ignaz Moscheles.
En 1820, Molique succède, en tant que violoniste, à Rovelli son ancien professeur, à la cour de Munich. On lui refuse un poste de premier violon alors qu'il a 24 ans et qu'on le trouve trop jeune. La même année, en 1825, il épouse Anna Maria Wanney, comédienne, fille adoptive du maître de chapelle de la cour, Peter von Winter. Bernhard et Maria ont quatre filles qui restent toutes célibataires. Caroline, l'aînée, élève de Carl Czerny devint une pianiste professionnelle.

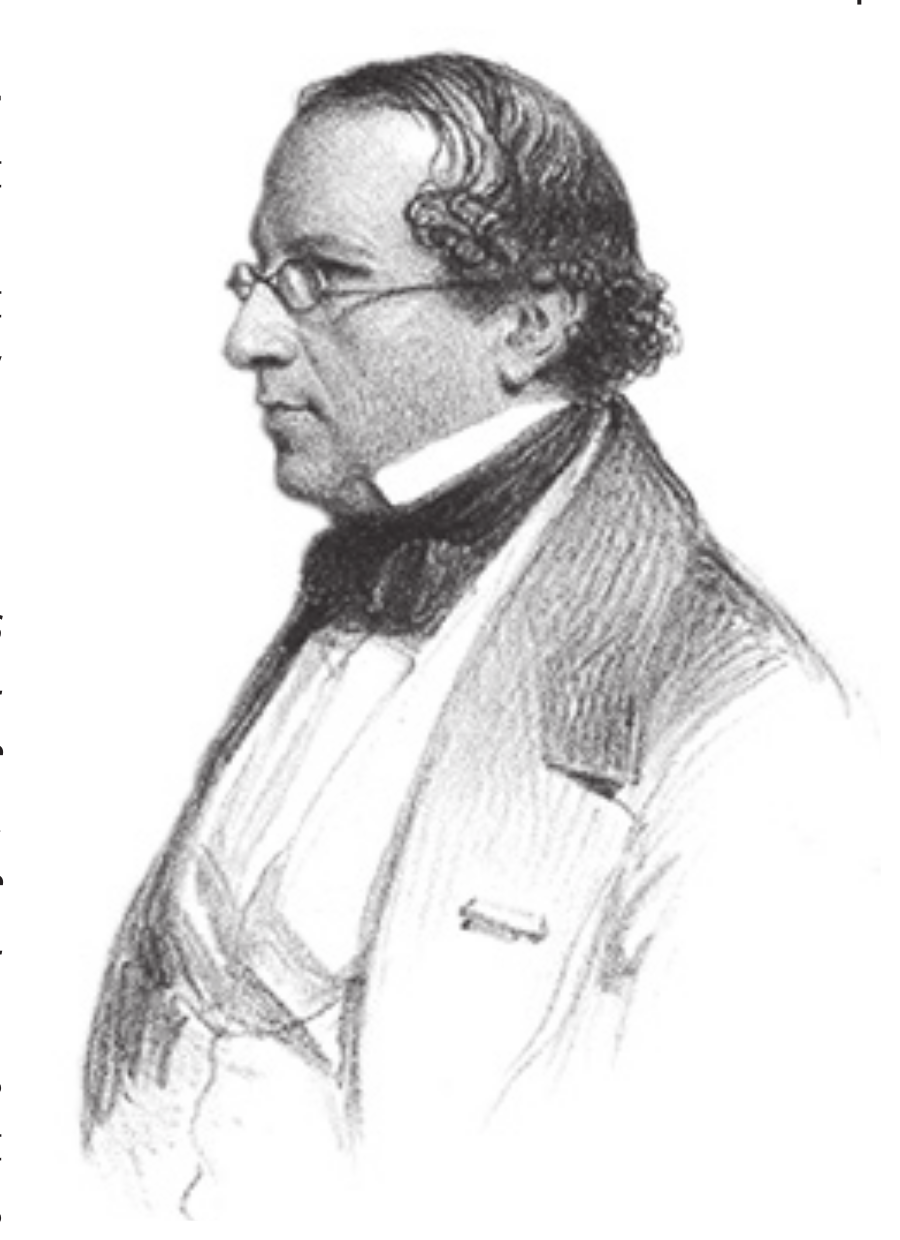
Bernhard Molique vers 1850, gravure.

### Stuttgart (1826-1849)
En 1826, Molique est nommé premier violon et directeur de la musique à Stuttgart, succédant à Franz Danzi. Il y reste 23 ans pour enseigner la composition, diriger, se produire en tant que soliste et dans des formations de musique de chambre.
Durant les années 1830, Molique entreprend une tournée européenne qui le mène plusieurs fois en Autriche, en France, en Angleterre (1840, 1842, 1848), aux Pays-Bas et en Russie.
En 1848, alors au lycée, le futur chef d'orchestre Hans von Bulow (1830–1894), fréquente la maison Molique et, plus tard, joua parfois quelques trios de Molique.

### Londres (1849-1866)

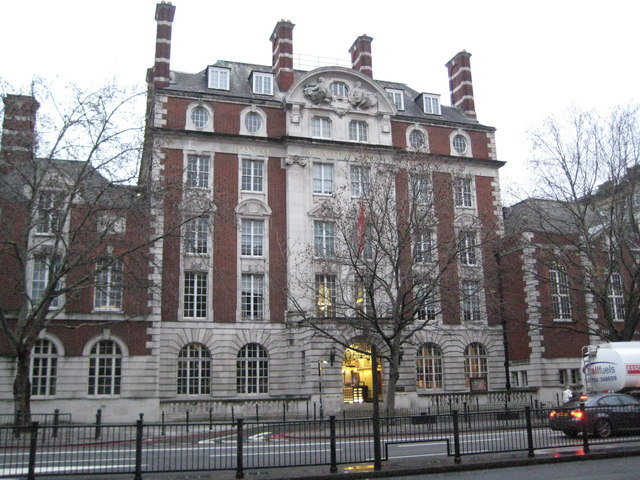
Royal Academy of Music à Londres

En 1849, il donne sa démission de la cour de Wurtemberg « en raison des troubles politiques en Allemagne », et retourne à Londres pour s'y installer, avec sa famille, où il reste pendant dix-sept ans. Il y est responsable quelques saisons des Concerts du Conservatoire londonien et en 1861, lui qui n'avait jamais reçu d'enseignement méthodique, est nommé professeur de composition à la Royal Academy of Music.

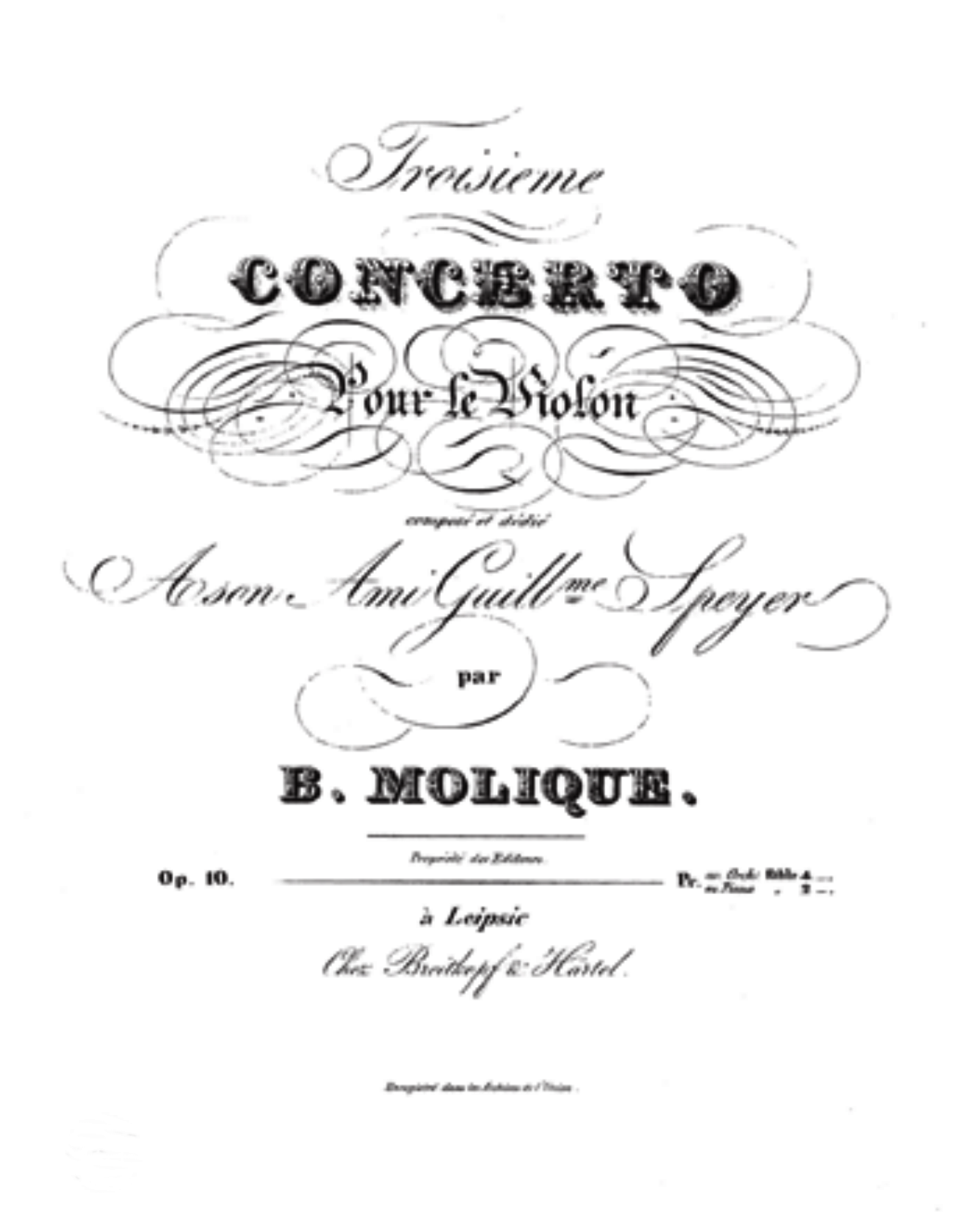
Bernhard Molique. Page titre de l’édition du Concerto no 3 pour violon,opus 10, 1836.

Sa santé déclinante – une tumeur au cerveau qui lui donne des maux de tête – le pousse à rentrer au pays, après un concert d'adieu le 3 mai 1866 à Londres. Il se retire à Bad Cannstatt, près de Stuttgart, où il meurt le 10 mai 1869.
Dans sa nécrologie, le poète souabe Johann Georg Fischer écrit :

« Quiconque entendait ses compositions sentait bien qu'il était face à l'œuvre d'un homme au meilleur sens du terme. »

Molique eut pour élèves, entre autres, le violoncelliste Alfredo Piatti (1822–1901) et le violoniste Henry Blagrove (en) (1811–1872).

## Œuvres
Le catalogue de Bernhard Molique comprend environ 70 œuvres. Sont très développées les pièces pour musique de chambre (neuf quatuors à cordes) et la musique concertante, avec notamment six concertos pour violon et orchestre.

### Musique de chambre

#### Quatuors à cordes
- Quatuor à cordes no 1 en sol majeur, opus 16. Dédié au violoniste et très honoré Joseph Mayseder (1789–1863) de Vienne.

1. I. Allegro
2. II. Menuetto
3. III. Andante non troppo
4. IV. Rondo

- Quatuor à cordes no 2 en ut mineur, opus 17[3] Dédié à la « Société de Quatuors d'Amsterdam ».

1. I. Allegro
2. II. Menuetto
3. III. Andante
4. IV. Finale

- 3 Quatuors à cordes nos 3 à 5, opus 18[4]  (pub. 1843) Dédicace : « à son ami Eduard Möler à Brème »
  - Quatuor à cordes no 3, op. 18 no 1

  1. I. Allegro
  2. II. Andante
  3. III. Menuetto - trio - menuetto dacappo
  4. IV. Finale. Vivace

  - Quatuor à cordes no 4, op. 18 no 2

  1. I. Allegro
  2. II. Andante
  3. III. Menuetto - trio - menuetto dacappo
  4. IV. Vivace

  - Quatuor à cordes no 5, op. 18 no 3

  1. I. Allegro
  2. II. Andante
  3. III. Menuetto
  4. IV. Presto
- Quatuor à cordes no 6, opus 28 en fa mineur (pub. 1846) Dédié au Baron August von Zoller.
  1. I. Allegro
  2. II. Andante
  3. III. Scherzo
  4. IV. Rondo
- Quatuor à cordes no 7 en si bémol majeur, opus 42 (pub. 1852 Londres chez Ewer) Dédié à « J. D. Pawle and John Lintott ».
- Quatuor à cordes no 8 en la mineur, opus 44 (pub. 1853 Leipzig chez Kistner)
- Quatuor à cordes no 9, opus 59 (manuscrit)

#### Autres formations
- Grand trio concertant pour piano, violon et violoncelle no 1 en sol mineur, opus 27 (1822, pub. c. 1845 Vienne chez Tob. Haslinger)
- Duo concertant pour flûte et violon, opus 3 (Munich). Composé pour le flûtiste Theobald Bohm et lui-même lorsqu'ils se produisaient à travers l'Allemagne. L'œuvre est basée sur des thèmes empruntés au Freischütz de Weber.
- Quintette pour flûte, violon, deux altos et violoncelle en ré majeur, opus 35 (1848)
Commande de Walter Broadwood, un facteur de piano anglais et amateur de flûte. L'effectif avec ses deux altos donne une tonalité plus grave qu'attendue ; le début de la partie de flûte étant elle-même en mineur.

1. I. Allegro
2. II. Scherzo
3. III. Andante
4. IV. Finale

- Duo pour violon et piano, opus 20 (pub. c.1846 Hambourg chez Schuberth) Dédicace : « à Caroline Molique », sa fille aînée pianiste professionnelle.
- Duo pour violon et piano en la mineur, opus 24 (pub. c. 1846 Hambourg chez Schuberth) Dédicace : « à mon ami Ignaz Moscheles à Londres ».
- Duo pour violon et piano, opus 33
- Morceaux caractéristiques pour violon et piano, opus 36
- Morceaux caractéristiques pour violon et piano, opus 41
- Introduction, andante et polonaise pour flûte et piano, opus 43
- Morceaux caractéristiques pour violon et piano, opus 47
- Trio avec piano no 2 en fa majeur, opus 52 (édition 1858)
- Sonate pour concertina et piano en si bémol majeur, opus 57 (Londres, 1857 - éd. Wheatstone & Co. vers 1860) Créé à Londres, le 11 mai 1857.
- 3 Musical sketches pour flûte et piano, opus 70

1. I. Impromptu. Allegro Vivace Andante - Allegro Vivace
2. II. Barcarolle et Tarantella. Andante Quasi Allegretto - Allegro Vivace Andante - Quasi Allegretto
3. III. Rêverie. Adagio - Allegro Vivace

- Quatuor avec piano en mi bémol majeur, opus 71 (édition 1870)

Cadence
- Cadence pour le concerto pour violon de Beethoven (pub. Stuttgart, 1909)

### Œuvres concertantes

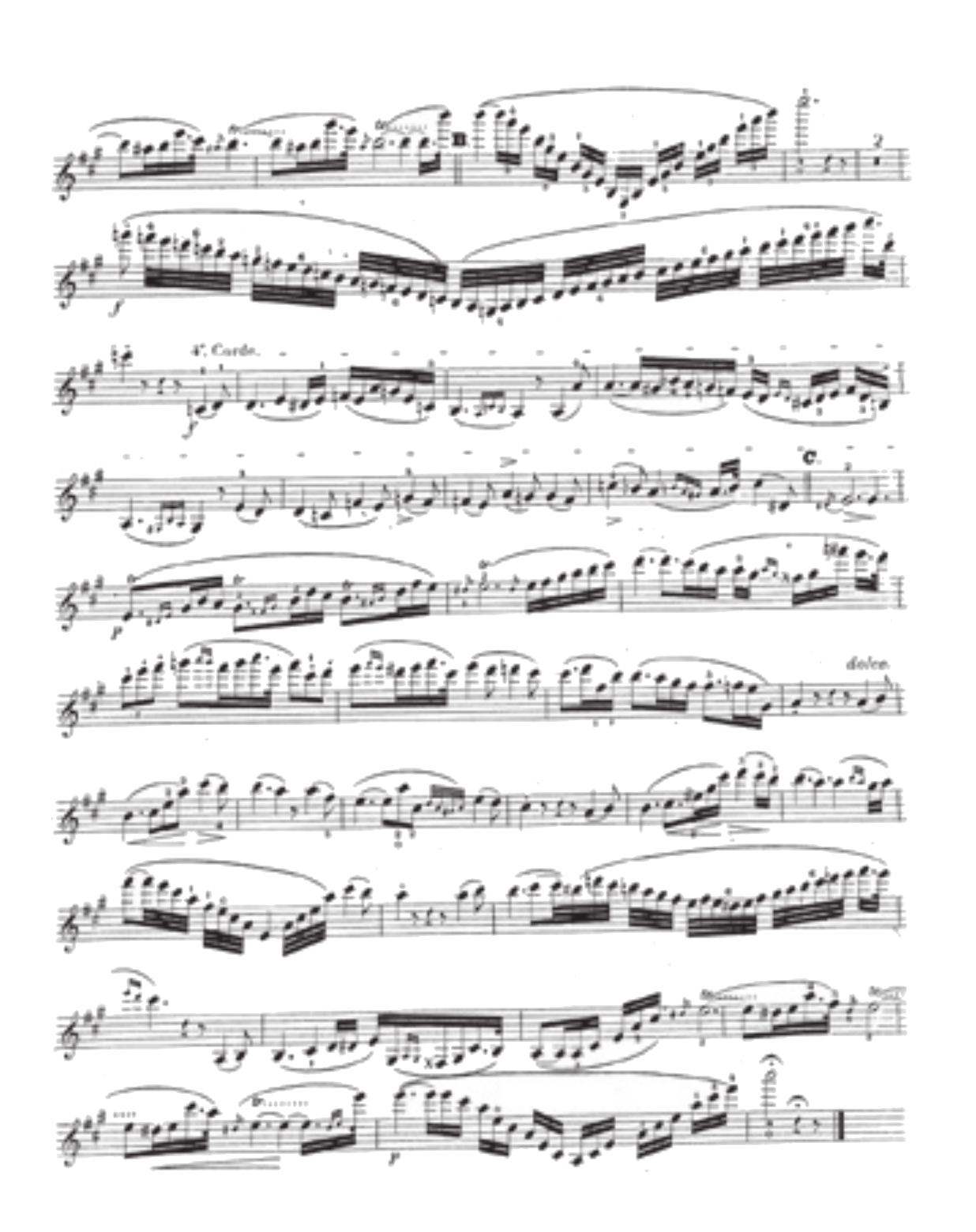
Andante du Concerto pour violon no 3, opus 10 de Bernhard Molique (deuxième page de la partie de violon)

- Concertino pour violon en fa mineur, opus 1
- Concerto pour violon no 1 en mi majeur, opus 4 (1827, pub. 1830)
- Concerto pour violon no 2 en la majeur, opus 9 (pub. 1833)
- Concerto pour violon no 3 en ré mineur, opus 10 (pub. 1836 Breitkopf und Härtel)
Dédicace : « à Guilaume Speyer ». Joseph Joachim, tenait ce troisième concerto en haute estime et a dit à son propos : « il semblait refléter le plus fidèlement, autant sur le plan musical que violonistique, la nature capricieuse et humoristique qui était aussi celle du vieux monsieur dans la vie. »

1. I. Allegro
2. II. Andante
3. III. Rondo. Vivace

- Variations et Rondo sur un thème original pour violon et orchestre en la majeur, opus 11 (pub. 1837 Breitkopf & Härtel)
- Concerto pour violon no 4 en ré majeur, opus 14 (pub. 1841) Dédié à Carl Holz.
- Concerto pour violon no 5 en la mineur, opus 21 (pub. 1845 Leipzig chez Hofmeister)
- Concerto pour violon no 6 en mi mineur, opus 30 (pub. 1848 Vienne chez Haslinger)

1. I. Allegro
2. II. Andante
3. III. Rondo. Allegro

- Concerto pour clarinette en fa mineur (1824)
- Concertino pour hautbois et orchestre en sol mineur (Stuttgart, 1829) Destiné à Friedrich Ruthardt (en) (1802–1862) qui était le soliste de la cour.
- Concertina pour flûte et orchestre, opus 46 (1853)
- Concerto pour violoncelle en ré majeur, opus 45 (1853, pub. 1854) 
Dédié à Alfredo Piatti, le célèbre virtuose qui avait étudié avec lui à Londres. Hugo Riemann tenait ce concerto parmi les trois œuvres majeures du romantisme.

1. I.
2. II.
3. III.

- Concerto pour flûte en ré mineur, opus 69 (1824, rev. et Andante 1863) 
En 1865, le flûtiste norvégien Oluf Svendsen a joué ce concerto de Molique avec l'orchestre de la Société philharmonique de Londres. La partition est une reprise d'un ancien concerto dont un manuscrit est conservé à Stuttgart. Il y a nombre de remaniements et l'Andante est nouveau.

1. I. Allegro
2. II. Andante
3. III. Rondo. Allegro

- Concerto pour piano (perdu)

### Orchestre
- Symphonie en ré majeur (1837–1842)
- ouverture de concert

### Vocal
- Abraham oratorio, opus 65 (1861).
- Messe en fa mineur, opus 22 (pub. 1846)
- Nombreux lieder

### Écrits publiés
(en) Studies in Harmony (éd. Ewer, Londres 1862) [lire en ligne]

## Discographie

### Musique de Chambre
- Duo Concertant pour flûte et violon op. 3 - Katharina Fasoli-von Harten, violon ; Valerio Fasoli, flûte (2015, Thorofon CTH2626)
- Quatuors à cordes vol. 1, op. 18, nos 1 et 2 - Mannheimer Streichquartett (juillet 2003 et avril 2004, CPO 777 149-2)
- Quatuors à cordes vol. 2, op. 18, no 3 et op. 28 - Mannheimer Streichquartett (novembre 2006, CPO 777 276-2)
- Quatuors à cordes vol. 3, op. 16 et 17 - Mannheimer Streichquartett (avril 2007, CPO 777 336-2)

### Concertos
- Concertos pour violon nos 3 et 6 - Anton Steck, violon, L'Arpa Festante, dir. Christoph Spering (mars 2011, Accent ACC 24247)
- Concertino pour hautbois en sol mineur - Heinz Holliger, Hautbois (août 1975 - Decca/Brilliant Classics « Edition Holliger » 94054/59[5])
- Concerto pour flûte en ré mineur, op. 69, Concertino pour hautbois (avec Cimarosa & Moscheles) - Mathieu Dufour, flûte ; Alex Klein, hautbois ; Orchestre national tchèque, dir. Melanie Germond (2004, Cedille Records)

### Éditions modernes
- Concerto pour flûte et orchestre[6] - éd. Alain Marion, Paris, Gérard Billaudot 1987
- Quatuor à cordes op. 16 - éd. Andreas Traub, Strube Verlag VX 7168
- Quatuor à cordes op. 17 - éd. Andreas Traub, Strube Verlag VX 7169
- Quatuor à cordes op. 18 no 1 - éd. Andreas Traub, Strube Verlag VX 7164
- Quatuor à cordes op. 18 no 2 - éd. Andreas Traub, Strube Verlag VX 7165
- Quatuor à cordes op. 18 no 3 - éd. Andreas Traub, Strube Verlag VX 7167
- Quatuor à cordes op. 28 - éd. Andreas Traub, Strube Verlag VX 7170
- 6 Lieder allemands (Sechs Deutsche Lieder) op. 23 - ed. Jean-Philippe Navarre, Les Presses du Collège Musical, 2021